# Conseil scolaire catholique Providence
Le Conseil scolaire catholique Providence (autrefois Conseil scolaire district des écoles catholiques du Sud-Ouest ou CSDÉCSO) est une commission scolaire francophone centrée autour de la région de Windsor (Ontario). Son territoire s'étend de Windsor jusqu'à Woodstock incluant la région de Bruce—Grey ainsi que la région de Huron—Perth, couvrant une superficie de plus de 28 000 km2 avec 23 écoles primaires et 8 écoles secondaires. Le siège social se situe à Windsor, avec des bureaux administratives régionaux à Chatham-Kent et London.
Le Csc Providence se classe au 1er rang parmi tous les conseils scolaires francophones et anglophones du Sud-Ouest ontarien, avec un taux d’obtention de diplômes de 93 % en 2020.

## Écoles élémentaires
- École élémentaire catholique Frère-André, London
- École élémentaire catholique Georges-P.-Vanier, Windsor
- École élémentaire catholique Monseigneur-Augustin-Caron, LaSalle
- École élémentaire catholique Monseigneur-Jean-Noël, Windsor
- École élémentaire catholique Pavillon des Jeunes, Belle-Rivière
- École élémentaire catholique Saint-Ambroise, St. Joachim
- École élémentaire catholique Saint-Antoine, Tecumseh
- École élémentaire catholique Saint-Dominique-Savio, Owen Sound
- École élémentaire catholique Saint-Edmond, Windsor
- École élémentaire catholique Saint-Francis, Tilbury
- École élémentaire catholique Saint-Jean-Baptiste, Amherstburg
- École élémentaire catholique Saint-Jean-de-Brébeuf, London
- École élémentaire catholique Saint-Michel, Leamington
- École élémentaire catholique Saint-Paul, Pointe-aux-Roches
- École élémentaire catholique Saint-Philippe, Grande Pointe
- École élémentaire catholique Saint-Thomas-d'Aquin, Sarnia
- École élémentaire catholique Sainte-Catherine, Pain Court
- École élémentaire catholique Sainte-Jeanne-d'Arc, London
- École élémentaire catholique Sainte-Marguerite-Bourgeoys, Woodstock
- École élémentaire catholique Sainte-Marguerite-d'Youville, Tecumseh
- École élémentaire catholique Sainte-Marie, Chatham
- École élémentaire catholique Sainte-Thérèse, Windsor
- École élémentaire catholique Sainte-Ursule, McGregor

## Écoles secondaires
- École secondaire catholique de Pain Court, Pain Court
- École secondaire catholique E. J. Lajeunesse, Windsor
- École secondaire l'Essor, Tecumseh
- École secondaire catholique Monseigneur-Bruyère, London
- École secondaire catholique Notre-Dame, Woodstock
- École secondaire catholique Saint-Dominique-Savio, Owen Sound
- École secondaire catholique Saint-François-Xavier, Sarnia
- École secondaire catholique Sainte-Trinité, Windsor